# Partecipanti al Giro di Romandia 2024
Elenco dei partecipanti al Giro di Romandia 2024.
Il Giro di Romandia 2024 è stato la settantasettesima edizione della corsa. Alla competizione presero parte 23 squadre: le diciotto iscritte all'UCI World Tour 2024, quattro dell'UCI ProTeam e una selezione nazionale svizzera. 
Ciascuna delle squadre è composta da sette ciclisti, per un totale di 161 ciclisti accreditati alla partenza.

## Corridori per squadra
Nota: R ritirato, NP non partito, FT fuori tempo, SQ squalificato
| UAE Team Emirates         | UAE Team Emirates         | UAE Team Emirates         | Team Visma-Lease a Bike         | Team Visma-Lease a Bike         | Team Visma-Lease a Bike         | Soudal Quick-Step      | Soudal Quick-Step      | Soudal Quick-Step      |
| ------------------------- | ------------------------- | ------------------------- | ------------------------------- | ------------------------------- | ------------------------------- | ---------------------- | ---------------------- | ---------------------- |
| N°                        | Ciclista                  | Clas.                     | N°                              | Ciclista                        | Clas.                           | N°                     | Ciclista               | Clas.                  |
| 1                         | Adam Yates                | 13°                       | 11                              | Jan Tratnik                     | 32°                             | 21                     | Julian Alaphilippe     | 33°                    |
| 2                         | Ivo Oliveira              | 114°                      | 12                              | Koen Bouwman                    | NP5ª                            | 22                     | Kasper Asgreen         | 74°                    |
| 3                         | Juan Ayuso                | 5°                        | 13                              | Robert Gesink                   | 39°                             | 23                     | Mattia Cattaneo        | R 1ª                   |
| 4                         | Jan Christen              | 31°                       | 14                              | Bart Lemmen                     | 63°                             | 24                     | Josef Černý            | 111°                   |
| 5                         | Felix Großschartner       | 62°                       | 15                              | J. Staune-Mittet                | 20°                             | 25                     | Fausto Masnada         | 42°                    |
| 6                         | Brandon McNulty           | R 5ª                      | 16                              | Tim van Dijke                   | 72°                             | 26                     | Pepijn Reinderink      | 70°                    |
| 7                         | Pavel Sivakov             | 18°                       | 17                              | Julien Vermote                  | 81°                             | 27                     | Ilan Van Wilder        | 4°                     |
| Alpecin-Deceuninck        | Alpecin-Deceuninck        | Alpecin-Deceuninck        | Lidl-Trek                       | Lidl-Trek                       | Lidl-Trek                       | Bora-Hansgrohe         | Bora-Hansgrohe         | Bora-Hansgrohe         |
| N°                        | Ciclista                  | Clas.                     | N°                              | Ciclista                        | Clas.                           | N°                     | Ciclista               | Clas.                  |
| 31                        | Gianni Vermeersch         | 58°                       | 41                              | Tao Geoghegan Hart              | 9°                              | 51                     | Aleksandr Vlasov       | 2°                     |
| 32                        | Juri Hollmann             | 65°                       | 42                              | Giulio Ciccone                  | 35°                             | 52                     | Roger Adrià            | 38°                    |
| 33                        | Senne Leysen              | R 5ª                      | 43                              | Simone Consonni                 | 93°                             | 53                     | Patrick Gamper         | NP4ª                   |
| 34                        | Xandro Meurisse           | R4ª                       | 44                              | Patrick Konrad                  | 30°                             | 54                     | Sergio Higuita         | 82°                    |
| 35                        | Oscar Riesebeek           | 113°                      | 45                              | Jacopo Mosca                    | 109°                            | 55                     | Jai Hindley            | 28°                    |
| 36                        | Stan Van Tricht           | R 4ª                      | 46                              | Thibau Nys                      | 48°                             | 56                     | Florian Lipowitz       | 3°                     |
| 37                        | Luca Vergallito           | 26°                       | 47                              | Sam Oomen                       | 43°                             | 57                     | Anton Palzer           | 44°                    |
| Team Jayco AlUla          | Team Jayco AlUla          | Team Jayco AlUla          | Bahrain Victorious              | Bahrain Victorious              | Bahrain Victorious              | Ineos Grenadiers       | Ineos Grenadiers       | Ineos Grenadiers       |
| N°                        | Ciclista                  | Clas.                     | N°                              | Ciclista                        | Clas.                           | N°                     | Ciclista               | Clas.                  |
| 61                        | Simon Yates               | 11°                       | 71                              | Damiano Caruso                  | NP5ª                            | 81                     | Egan Bernal            | 10°                    |
| 62                        | Eddie Dunbar              | NP5ª                      | 72                              | Nikias Arndt                    | 119°                            | 82                     | Thymen Arensman        | 27°                    |
| 63                        | Michael Hepburn           | 104°                      | 73                              | Matevž Govekar                  | 90°                             | 83                     | Jonathan Castroviejo   | 71°                    |
| 64                        | Chris Juul Jensen         | 61°                       | 74                              | Rainer Kepplinger               | 63°                             | 84                     | Ethan Hayter           | 73°                    |
| 65                        | Jesús David Peña          | R 5ª                      | 75                              | Johan Price-Pejtersen           | 118°                            | 85                     | Carlos Rodríguez       | 1°                     |
| 66                        | Luke Plapp                | R 5ª                      | 76                              | Cameron Scott                   | 126°                            | 86                     | Óscar Rodríguez        | 97°                    |
| 67                        | Callum Scotson            | 50°                       | 77                              | Edoardo Zambanini               | 37°                             | 87                     | Magnus Sheffield       | 55°                    |
| Groupama-FDJ              | Groupama-FDJ              | Groupama-FDJ              | Decathlon AG2R La Mondiale Team | Decathlon AG2R La Mondiale Team | Decathlon AG2R La Mondiale Team | Arkéa-B&B Hotels       | Arkéa-B&B Hotels       | Arkéa-B&B Hotels       |
| N°                        | Ciclista                  | Clas.                     | N°                              | Ciclista                        | Clas.                           | N°                     | Ciclista               | Clas.                  |
| 91                        | Cyril Barthe              | NP5ª                      | 101                             | Clément Berthet                 | 25°                             | 111                    | Cristián Rodríguez     | 12°                    |
| 92                        | David Gaudu               | 14°                       | 102                             | Bruno Armirail                  | 53°                             | 112                    | Raúl García Pierna     | 52°                    |
| 93                        | Thibaud Gruel             | 67°                       | 103                             | Dorian Godon                    | 60°                             | 113                    | Thibault Guernalec     | 101°                   |
| 94                        | Lenny Martinez            | 8°                        | 104                             | Jaakko Hänninen                 | 66°                             | 114                    | Laurens Huys           | 47°                    |
| 95                        | Rudy Molard               | 36°                       | 105                             | Jordan Labrosse                 | R 4ª                            | 115                    | Łukasz Owsian          | 105°                   |
| 96                        | Enzo Paleni               | 56°                       | 106                             | Nicolas Prodhomme               | 22°                             | 116                    | Alan Riou              | NP3ª                   |
| 97                        | Reuben Thompson           | 99°                       | 107                             | Andrea Vendrame                 | 49°                             | 117                    | Clément Venturini      | 75°                    |
| Cofidis                   | Cofidis                   | Cofidis                   | Movistar Team                   | Movistar Team                   | Movistar Team                   | EF Education-EasyPost  | EF Education-EasyPost  | EF Education-EasyPost  |
| N°                        | Ciclista                  | Clas.                     | N°                              | Ciclista                        | Clas.                           | N°                     | Ciclista               | Clas.                  |
| 121                       | Guillaume Martin          | 17°                       | 131                             | Enric Mas                       | 6°                              | 141                    | Richard Carapaz        | 7°                     |
| 122                       | Jesús Herrada             | 69°                       | 132                             | Alex Aranburu                   | 51°                             | 142                    | Andrey Amador          | R 2ª                   |
| 123                       | Nolann Mahoudo            | R 5ª                      | 133                             | Jorge Arcas                     | 80°                             | 143                    | Stefan de Bod          | 95°                    |
| 124                       | Axel Mariault             | 106°                      | 134                             | Rémi Cavagna                    | 94°                             | 144                    | Darren Rafferty        | 23°                    |
| 125                       | Stefano Oldani            | 117°                      | 135                             | Johan Jacobs                    | 108°                            | 145                    | James Shaw             | 107°                   |
| 126                       | Benjamin Thomas           | 79°                       | 136                             | Nelson Oliveira                 | 45°                             | 146                    | Rigoberto Urán         | 41°                    |
| 127                       | Hugo Toumire              | 102°                      | 137                             | Iván Sosa                       | 24°                             | 147                    | Michael Valgren        | 91°                    |
| Team DSM-Firmenich PostNL | Team DSM-Firmenich PostNL | Team DSM-Firmenich PostNL | Astana Qazaqstan Team           | Astana Qazaqstan Team           | Astana Qazaqstan Team           | Intermarché-Wanty      | Intermarché-Wanty      | Intermarché-Wanty      |
| N°                        | Ciclista                  | Clas.                     | N°                              | Ciclista                        | Clas.                           | N°                     | Ciclista               | Clas.                  |
| 151                       | Gijs Leemreize            | NP5ª                      | 161                             | Aleksej Lucenko                 | R 1ª                            | 171                    | Louis Meintjes         | 29°                    |
| 152                       | Pavel Bittner             | NP5ª                      | 162                             | Igor' Čžan                      | R 1ª                            | 172                    | Alexy Faure Prost      | 120°                   |
| 153                       | Patrick Eddy              | 116°                      | 163                             | Anton Kuzmin                    | 98°                             | 173                    | Kobe Goossens          | 59°                    |
| 154                       | Sean Flynn                | R 5ª                      | 164                             | Daniil Marukhin                 | R 4ª                            | 174                    | Rune Herregodts        | R 4ª                   |
| 155                       | Emīls Liepiņš             | NP5ª                      | 165                             | Henok Mulubrhan                 | 46°                             | 175                    | Tom Paquot             | 115°                   |
| 156                       | Niklas Märkl              | NP5ª                      | 166                             | Harold Tejada                   | 34°                             | 176                    | Dion Smith             | 88°                    |
| 157                       | Tim Naberman              | 122°                      | 167                             | Santiago Umba                   | NP2ª                            | 177                    | Roel Sintmaartensdijk  | 91°                    |
| Lotto Dstny               | Lotto Dstny               | Lotto Dstny               | Tudor Pro Cycling Team          | Tudor Pro Cycling Team          | Tudor Pro Cycling Team          | Q36.5 Pro Cycling Team | Q36.5 Pro Cycling Team | Q36.5 Pro Cycling Team |
| N°                        | Ciclista                  | Clas.                     | N°                              | Ciclista                        | Clas.                           | N°                     | Ciclista               | Clas.                  |
| 181                       | Andreas Kron              | 54°                       | 191                             | Yannis Voisard                  | 21°                             | 201                    | Damien Howson          | 19°                    |
| 182                       | Thomas De Gendt           | R 5ª                      | 192                             | Marco Brenner                   | 77°                             | 202                    | Xabier Azparren        | R 3ª                   |
| 183                       | Jarrad Drizners           | 96°                       | 193                             | Alberto Dainese                 | 112°                            | 203                    | Matteo Badilatti       | 40°                    |
| 184                       | Milan Menten              | 83°                       | 194                             | Arthur Kluckers                 | 121°                            | 204                    | Fabio Christen         | 84°                    |
| 185                       | Sylvain Moniquet          | NP4ª                      | 195                             | Séb. Reichenbach                | 57°                             | 205                    | David de la Cruz       | 15°                    |
| 186                       | Eduardo Sepúlveda         | 87°                       | 196                             | Luc Wirtgen                     | 76°                             | 206                    | Matteo Moschetti       | 125°                   |
| 187                       | Harm Vanhoucke            | 16°                       | 197                             | Maikel Zijlaard                 | R 2ª                            | 207                    | Joey Rosskopf          | 100°                   |
| Corratec Vini Fantini     | Corratec Vini Fantini     | Corratec Vini Fantini     | Selezione svizzera              | Selezione svizzera              | Selezione svizzera              |                        |                        |                        |
| N°                        | Ciclista                  | Clas.                     | N°                              | Ciclista                        | Clas.                           |                        |                        |                        |
| 211                       | Valentin Darbellay        | 68°                       | 221                             | Alexandre Balmer                | 86°                             |                        |                        |                        |
| 212                       | Matteo Amella             | R 5ª                      | 222                             | Antoine Aebi                    | 85°                             |                        |                        |                        |
| 213                       | Davide Baldaccini         | 124°                      | 223                             | Matteo Constant                 | R 2ª                            |                        |                        |                        |
| 214                       | Antoine Debons            | R 5ª                      | 224                             | Luca Jenni                      | 89°                             |                        |                        |                        |
| 215                       | Marco Murgano             | R 2ª                      | 225                             | Jan Sommer                      | 78°                             |                        |                        |                        |
| 216                       | Jan Stöckli               | NP1ª                      | 226                             | Lars Sommer                     | 110°                            |                        |                        |                        |
| 217                       | Kyrylo Carenko            | 103°                      | 227                             | Félix Stehli                    | 123°                            |                        |                        |                        |